# Pavla Fořtová-Šámalová
Pavla Fořtová-Šámalová, rozená Kropfová (23. července 1886 Praha – 3. dubna 1974 Praha) byla česká malířka, grafička, ilustrátorka a historička umění.

## Život
Pradědečkem Pavly z matčiny strany byl český podnikatel a továrník František Kavalír, zakladatel skláren Kavalierglass v Sázavě, prababičkou spisovatelka Antonie Kavalírová. Jejich syn Josef Kavalier (1831–1903) měl dceru Pavlu Antonii Karolinu (1858–1927). Ta se provdala za Jana Erdmanna Kropfa a roku 1886 se jim narodila Pavla.
Otec Pavly byl sám amatérský malíř a dceřin výtvarný talent od dětství podporoval. Při návštěvách Mnichova navštěvovali Pinakotéku. Docházela také do soukromých pražských ateliérů Heleny Emingerové (1898–1900), Emy Krostové (1900–02) nebo Václava Jansy (1902–05). V roce 1905 poprvé vystavovala olejomalbu Podzim na 66. výstavě Krasoumné jednoty pro Čechy v pražském Rudolfinu.
Za první světové války se zapojila do činnosti odbojové organizace Maffie. Její první manžel Prokop Fořt byl povolán do armády.  
Při návštěvách zahraničních muzeí ji zaujala staroegyptská kultura. V roce 1923 se zapsala na studium egyptologie na UK u prof. Františka Lexy. Do roku 1935 vědecky a výtvarně zpracovávala materiál k souhrnné práci o staroegyptském ornamentu. Její kniha na toto téma vyšla i anglicky, německy a francouzsky. Byla také členkou Orientálního ústavu. Od roku 1933 byla jednatelkou Kruhu výtvarných umělkyň.
Pod vlivem cesty do Dalmácie přešla k malování akvarelem. Byla přesvědčena, že touto technikou nejlépe vystihne jadranské pobřeží. Používala ji pak při zachycování motivů přírody, květin, krajin i městské a vesnické architektury v Čechách i zahraničí.

## Osobní život
Poprvé se vdala v roce 1908. Jejím prvním manželem byl Prokop Fořt, syn rakouského ministra obchodu v letech 1906–1907 Josefa Fořta. Prokop Fořt zemřel v důsledku autonehody již v roce 1920 ve věku 37 let.
Jejím druhým manželem se stal politik a dlouholetý kancléř prezidenta Tomáše G. Masaryka Přemysl Šámal, za kterého se provdala 30. června 1937. V lednu 1940 byl Šámal zatčen gestapem, čtyři měsíce vyslýchán a vězněn v berlínské věznici Alt-Moabit. Odtud byl v kritickém stavu propuštěn do soukromé nemocnice v Berlíně, ve které poté v březnu 1941 v 73 letech zemřel.
Pavla Fořtová žila až do své smrti v dubnu 1974 v domě U Ježíška v pražské Karmelitské ulici na Malé Straně.

## Památka
Jméno Pavly Fořtové nese jedna z ulic ve městě Sázava.